# منزل فخري
منزل فخري (بالفارسية: خانه فخری) هو منزل تاريخي يعود إلى عصر دولة بهلوية، ويقع في راور.